# 니가 알던 내가 아냐
니가 알던 내가 아냐는 엠넷에서 2018년 12월 20일 매주 화요일 23시(KST)에 방영된 대한민국의 버라이어티 쇼이다.
2019년 5월 8일, 이 프로그램은 시즌 2로 복귀가 확정되었다. V2라는 이름의 시즌 2는 2019년 6월 27일을 기점으로 KST 기준 매주 화요일 20시에 방영이 예상되었다. 이 시즌은 2019년 8월 15일 종료되었다.

## 캐스팅

### 시즌 1
1~6화
- 이수근 (희극인)
- 장도연
- 딘딘

1화, 3~6화
- 김종현 (1995년), 뉴이스트

### 시즌 2
1~7화
- 장성규
- 이상민 (가수)
- 붐 (방송인)
- 정혜성
- 딘딘